# Neolarra hurdi
Neolarra hurdi là một loài Hymenoptera trong họ Apidae. Loài này được Shanks mô tả khoa học năm 1978.